# Sundance (Wyoming)
Sundance is een plaats (town) in de Amerikaanse staat Wyoming, en valt bestuurlijk gezien onder Crook County.

## Demografie
Bij de volkstelling in 2000 werd het aantal inwoners vastgesteld op 1161.
In 2006 is het aantal inwoners door het United States Census Bureau geschat op 1194, een stijging van 33 (2,8%).

## Geografie
Volgens het United States Census Bureau beslaat de plaats een oppervlakte van
5,2 km², geheel bestaande uit land.

## Plaatsen in de nabije omgeving
De onderstaande figuur toont nabijgelegen plaatsen in een straal van 52 km rond Sundance.